# Yang Zhi
Yang Zhi es un personaje ficticio de Bandidos del pantano, una de las cuatro grandes novelas clásicas de la literatura china. Apodado "Bestia de rostro azul", ocupa el puesto 17 entre los 36 Espíritus Celestiales, el primer tercio de las 108 Estrellas del Destino.